# Open311
Open311 ist ein offener Standard zum Anliegenmanagement zwischen Bürger und Behörden im öffentlichen Raum.
Der Begriff leitet sich von der in den USA und Kanada üblichen Sonderrufnummer 3-1-1 ab. Open311 ist nicht für Notrufe oder persönliche Anfragen – wie Adressänderungen, Leistungsanträge, Dokumentenanforderungen – konzipiert.
Open311 nutzt das standardisierte und offene Format GeoReport v2, das Schadensmeldung, Schadensart, Position und deren Bearbeitungszustand in XML oder JSON darstellt. Die meisten GeoReport V2 Server nutzen REST als Schnittstelle.
```
<?xml version="1.0"?>

<service_requests
 
is_array=
"true"
>

  
<request>

    
<service_request_id>
254
</service_request_id>

    
<status>
closed
</status>

    
<service_code>
0010
</service_code>

    
<service_name>
Wilde
 
Müllkippe,
 
Sperrmüllreste
</service_name>

    
<description>
Liebe
 
Stadt
 
Bonn,an
 
der
 
markierten
 
Stelle
 
ägert
 
mich
 
seit
 
Monaten,
 
dass
 
in
 
dem
 
am
 
Wegesrand
 
angrenzenden
 
Grünstreifen
 
Abfälle
 
liegen,
 
für
 
die
 
sich
 
niemand
 
verantwortlich
 
fühlt.
 
Ich
 
bin
 
mir
 
nicht
 
sicher,
 
ob
 
die
 
Reinigung
 
von
 
der
 
Stadt
 
Bonn
 
durchgeführt
 
werden
 
könnte?
</description>

    
<agency_responsible/>

    
<service_notice/>

    
<address_id/>

    
<requested_datetime>
2012-11-21T11:17:49+01:00
</requested_datetime>

    
<updated_datetime>
2014-02-11T15:31:59+01:00
</updated_datetime>

    
<address>
Hangelarer
 
Weg,
 
53229
 
Bonn,
 
Deutschland
</address>

    
<zipcode/>

    
<lat>
50.754391292663
</lat>

    
<long>
7.1483445167542
</long>

  
</request>

</service_requests>

```

## Anwendung
Open311 wird vor allem im nordamerikanischen Städten wie Washington, D.C., San Francisco oder Toronto genutzt. In Deutschland war Bonn die erste Stadt, welche die Plattform implementierte, insgesamt in 23 Städten wird diese Plattform eingesetzt z. B. in Finnland in Helsinki.
Es existieren zahlreiche Open311-Server wie z. B. FixMyStreet oder Software as a Service Angebote. Im deutschsprachigen Raum ist die Drupal-Erweiterung Mark-a-Spot verbreitet. Auf die von Open311-Servern veröffentlichten Daten können z. B. Anwendungen Dritter wie die städteübergreifende Mängelmelder-App MÜLLweg! DE zugreifen und so bereits vorhandene Eintragungen der Städte mit berücksichtigen. In der Regel wird seitens der Städte und Gemeinden lediglich ein lesender Zugriff ermöglicht, auch wenn der Standard auch einen Schreibzugriff nach Zuteilung eines API-Schlüssels gestattet. Die einzige deutsche Stadt, die zzt. offen die Möglichkeit eines schreibenden Zugriffs auf ihre Server zulässt, ist Rostock über die Plattform Klarschiff.